# Monte Balbi
El monte Balbi es un estratovolcán holocénico que se encuentra en la parte norte de la isla de Bougainville, de Papúa Nueva Guinea. Es el punto más alto de la isla con 2.715 metros. Hay cinco cráteres volcánicos a lo largo de la cresta norte de la cumbre, uno de los cuales contiene un lago de cráter. Hay muchas fumarolas cerca de los cráteres, aunque Balbi no ha entrado en erupción en los tiempos históricos.